# NGC 6221
NGC 6221 في الفهرس العام الجديد هي مجرة حلزونية تقع في كوكبة المجمرة. وتُعرف أيضًا في فهرس المجرات الرئيسية باسم مجرة حلزونية ضلعية. صُنفت بفئة SB(s)bc في تصنيف المجرات. واكتشفها العالم الفلكي البريطاني جون هيرشل في 3 مايو 1835. وتقع NGC 6221 على بُعد 69 مليون سنة ضوئية من الأرض.

## تجمع مجري
يُشكل NGC 6221 جزءًا من التجمع المجري NGC 6221/15، الذي يتضمن المجرة الحلزونية الضلعية NGC 6215 وثلاث مجرات قزمة. يربط جسر مزدوج من منطقة هيدروجين أحادي بين NGC 6215 و6221 على بُعد مسافة 100 فرسخ فلكي، وربما تكونت المجرة القزمة رقم 3 من بين المجرات القزمة الثلاثة من غاز مد وجزر المجرات.